# Rhyacophila eatoni
Rhyacophila eatoni là một loài Trichoptera trong họ Rhyacophilidae. Chúng phân bố ở miền Cổ bắc.